# Glauconycteris alboguttata
Glauconycteris alboguttata — вид ссавців родини лиликових. 

## Проживання, поведінка
Країна поширення: Камерун, Демократична Республіка Конго. Цей вид пов'язаний з низинними вологими тропічними лісами.

## Загрози та охорона
Загрози для цього виду погано відомі. Поки не відомо, чи вид присутній на котрійсь з охоронних територій.